# Pacific (Missouri)
Pacific és una població dels Estats Units a l'estat de Missouri. Segons el cens del 2000 tenia 5.482 habitants.

## Demografia
Segons el cens del 2000, Pacific tenia 5.482 habitants, 2.166 habitatges, i 1.431 famílies. La densitat de població era de 390,5 habitants per km².
Dels 2.166 habitatges en un 33,4% hi vivien nens de menys de 18 anys, en un 46,1% hi vivien parelles casades, en un 15,1% dones solteres, i en un 33,9% no eren unitats familiars. En el 28,5% dels habitatges hi vivien persones soles el 9,7% de les quals corresponia a persones de 65 anys o més que vivien soles. El nombre mitjà de persones vivint en cada habitatge era de 2,48 i el nombre mitjà de persones que vivien en cada família era de 3,05.
Per edats la població es repartia de la següent manera: un 26,6% tenia menys de 18 anys, un 9,4% entre 18 i 24, un 31,9% entre 25 i 44, un 19,7% de 45 a 60 i un 12,5% 65 anys o més.
L'edat mediana era de 34 anys. Per cada 100 dones de 18 o més anys hi havia 88,4 homes.
La renda mediana per habitatge era de 39.554 $ i la renda mediana per família de 44.545 $. Els homes tenien una renda mediana de 32.813 $ mentre que les dones 22.529 $. La renda per capita de la població era de 17.865 $. Entorn del 8,8% de les famílies i el 14,7% de la població estaven per davall del llindar de pobresa.

## Poblacions més properes
El següent diagrama mostra les poblacions més properes.